# Partit Comunista Obrer de Catalunya
El Partit Comunista Obrer de Catalunya és la branca catalana del Partit Comunista Obrer Espanyol (PCOE) d'Enrique Líster, partit escindit el 1973 del PCE i amb ideologia marxista-leninista. La branca catalana va néixer també el 1973. El seu secretari general fou Albert Farran Oriol, originari de Castelldans, més tard resident a Girona, però que vivia exiliat a França fins que va tornar els anys setanta. Va ser legalitzat el 28 d'octubre de 1977. El seu periòdic és "Endavant".
Quan el PCOE es va unir al PCE el 1986, després de la caiguda de Santiago Carrillo Solares, el PCOC va seguir els seus passos i es va integrar en el PSUC, quedant dissolt. El PCOE fou reconstituït el 2003, refundant-se el PCOC quatre anys més tard, el 2007.

## Resultats electorals

### Eleccions al Parlament
| Any  | Vots   | %    | Escons  | +/- |
| ---- | ------ | ---- | ------- | --- |
| 1980 | 12.963 | 0,48 | 0 / 135 | Nou |
| 1984 | 2.593  | 0,09 | 0 / 135 | =   |

### Eleccions generals
| Any  | Vots  | %    | Escons | +/- |
| ---- | ----- | ---- | ------ | --- |
| 1982 | 3.143 | 0,09 | 0 / 47 | Nou |